# Martin-Guillaume Biennais
Martin-Guillaume Biennais (La Cochère, Orne, 29 de abril de 1764–París, 27 de abril de 1843) fue un orfebre y ebanista francés de estilo Imperio.

## Biografía

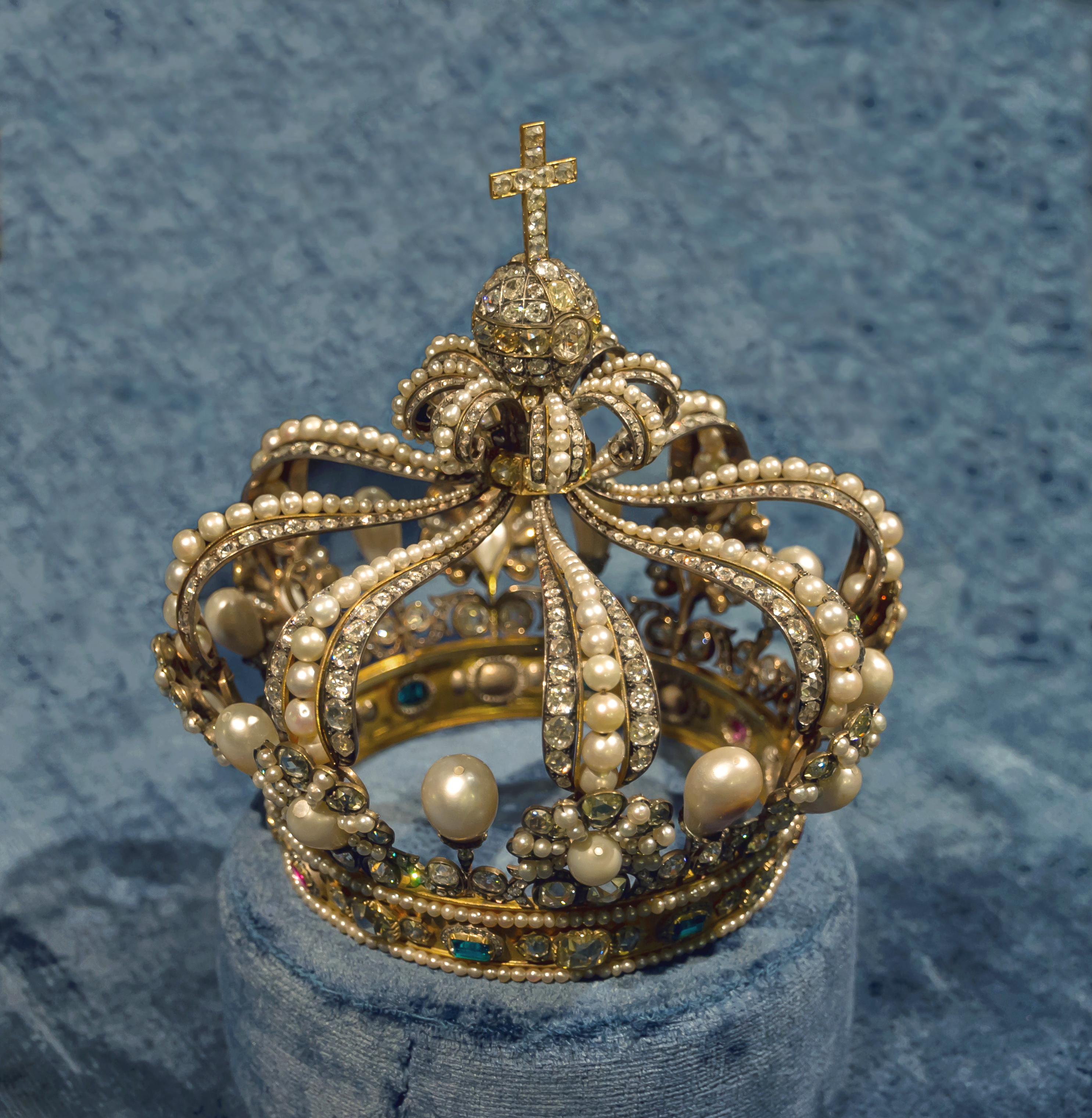
Corona de la reina de Baviera (1806-1807), Schatzkammer, Residenz, Múnich

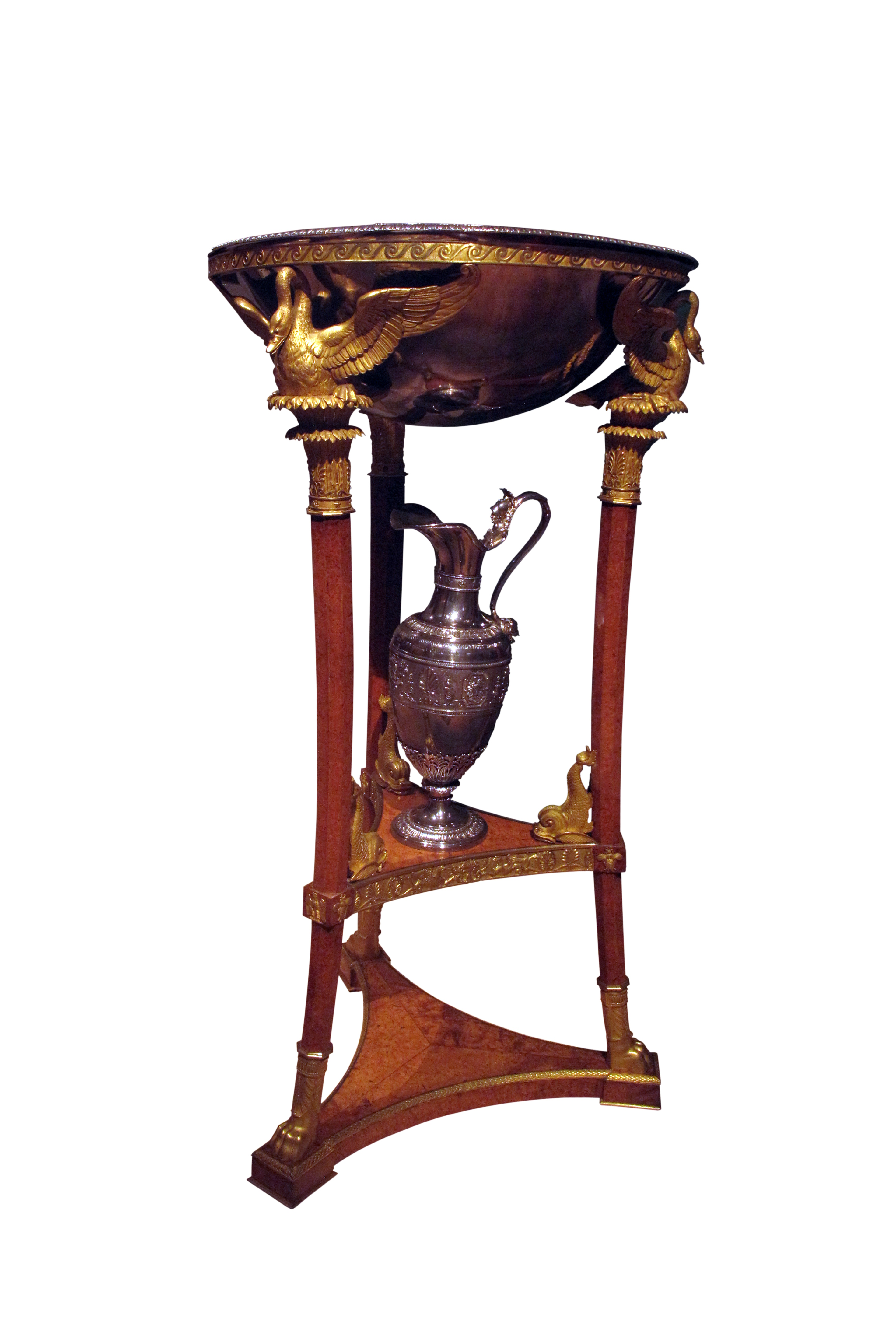
Athénienne para el primer cónsul Napoleón Bonaparte en el palacio de las Tullerías (h. 1800-1804), madera, bronce dorado y plata, Museo del Louvre

En 1789 se estableció en París como tabletier, una fabricante y vendedor de objetos de pequeño tamaño, como neceseres, mesitas de juego, puños de bastón, etc. Hacia 1797 comenzó la fabricación de objetos de plata y bronce dorado, aunque una vez establecido su negocio se dedicó más a la labor de empresario que de artífice.
Entre sus primeras obras tuvo la suerte de vender a crédito varias piezas a un joven oficial aún desconocido llamado Napoleón Bonaparte. Así, cuando este alcanzó el poder se convirtió en su proveedor oficial de platería y objetos de decoración. Para él confeccionó varias coronas e insignias, así como todo tipo de objetos, generalmente con diseños de Charles Percier y Pierre-François-Léonard Fontaine. En 1806 elaboró una sopera para la emperatriz Josefina. Poco después confeccionó una escribanía para el emperador adornada con alegorías de la Fama y bustos de personajes de los que Napoleón se consideraba sucesor, como Colbert y Sully. También se encargó de la plata litúrgica para la boda del emperador con María Luisa de Austria.
Trabajó también para otras cortes, especialmente la bávara, para la que confeccionó las joyas de la corona (1806-1807), en colaboración con Marie-Étienne Nitot y Jean-Baptiste Leblond. Otras cortes para las que sirvió algunas de sus obras fueron las de Austria y Rusia. Para su clientela más selecta ideó un tipo de vajilla de estilo neogriego, de formas sencillas y elegantes, con ornamentación adaptada a la personalidad del cliente.
Algunos de sus objetos más celebrados fueron los neceseres, como el confeccionado para Napoleón en 1806, con 86 piezas reunidas en un estuche de 14 x 54 x 35 cm, conservado en el Museo del Louvre. Además de platería y joyas elaboró mobiliario, especialmente pequeños muebles portátiles, como el armarito de numismática con incrustaciones de plata de estilo egipcio conservado en el Metropolitan Museum de Nueva York (1806).
Se retiró en 1819, dejando su taller a su ayudante, Jean-Charles Cahier.